# Колін Даудесвелл
Колін Даудесвелл (англ. Colin Dowdeswell; нар. 12 травня 1955) — колишній британський тенісист.
Найвищу одиночну позицію світового рейтингу — 31 місце досяг 12 грудня 1983, парну — 24 місце — 24 березня 1980 року.
Здобув 1 одиночний та 11 парних титулів.
Найвищим досягненням на турнірах Великого шолома були фінали в парному та змішаному парному розрядах.

## Фінали за кар'єру

### Фінали Гран-прі та WCT (4)

#### Одиночний розряд: 4 (1 перемога)
| Результат | W–L | Рік  | Турнір             | Покриття | Суперник      | Рахунок                 |
| --------- | --- | ---- | ------------------ | -------- | ------------- | ----------------------- |
| Поразка   | 0–1 | 1974 | Дублін, Ірландія   | Тверде   | Шервуд Стюарт | 3–6, 8–9                |
| Перемога  | 1–1 | 1975 | Стамбул, Туреччина | Ґрунт    | Ферді Тейган  | 6–1, 6–4, 6–2           |
| Поразка   | 1–2 | 1978 | Йоганесбурґ, ПАР   | Тверде   | Кліфф Річі    | 2–6, 4–6                |
| Поразка   | 1–3 | 1983 | Йоганесбурґ, ПАР   | Тверде   | Йохан Крік    | 4–6, 6–4, 6–1, 5–7, 3–6 |

### Фінали Великого шлему, Гран-прі та WCT

#### Парний розряд: 28 (11 перемог)
| Результат | Ранг | Рік  | Турнір                       | Покриття  | Партнер             | Суперники                            | Рахунок            |
| --------- | ---- | ---- | ---------------------------- | --------- | ------------------- | ------------------------------------ | ------------------ |
| Перемога  | 1.   | 1974 | Дублін, Ірландія             | Тверде    | Джон Юїлл           | Літо Альварес Хорхе Ендрю            | 6–3, 6–2           |
| Поразка   | 1.   | 1975 | Бірмінгем, США               | Килим (i) | Джон Єйлл           | Юрген Фассбендер Карл Майлер         | 1–6, 6–3, 6–7      |
| Поразка   | 2.   | 1975 | Вімблдонський турнір, Лондон | Трава     | Аллан Стоун         | Вітас Ґерулайтіс Сенді Меєр          | 5–7, 6–8, 4–6      |
| Поразка   | 3.   | 1975 | Гштад, Швейцарія             | Ґрунт     | Кен Роузволл        | Юрген Фассбендер Ганс-Юрген Поманн   | 4–6, 7–9, 1–6      |
| Поразка   | 4.   | 1975 | Стамбул, Туреччина           | Ґрунт     | Джон Фівер          | Колін Діблі Томас Кош                | 2–6, 2–6, 2–6      |
| Поразка   | 5.   | 1976 | Nuremberg Cup, Німеччина     | Килим (i) | Пол Кронк           | Фрю Макміллан Карл Майлер            | 6–7, 4–6           |
| Поразка   | 6.   | 1976 | Барселона, Іспанія           | Ґрунт     | Пол Кронк           | Войцех Фібак Яцек Недзведзький       | 2–6, 3–6           |
| Поразка   | 7.   | 1976 | Кельн, Німеччина             | Килим (i) | Майк Естеп          | Боб Г'юїтт Фрю Макміллан             | 1–6, 6–3, 6–7      |
| Поразка   | 8.   | 1977 | Гштад, Швейцарія             | Ґрунт     | Боб Г'юїтт          | Юрген Фассбендер Карл Майлер         | 4–6, 6–7           |
| Поразка   | 9.   | 1977 | Кіцбюель, Австрія            | Ґрунт     | Кріс Кехел          | Бастер Моттрам Роджер Тейлор         | 6–7, 4–6           |
| Перемога  | 2.   | 1978 | Сарасота, США                | Килим     | Джефф Мастерз       | Байрон Бертрам Бернард Міттон        | 2–6, 6–3, 6–2      |
| Поразка   | 10.  | 1978 | Лагос, Нігерія               | Ґрунт     | Юрген Фассбендер    | Джордж Гарді Саші Менон              | 3–6, 6–3, 5–7      |
| Перемога  | 3.   | 1978 | Берлін, Німеччина            | Ґрунт     | Юрген Фассбендер    | Желько Франулович Ганс Гільдемайстер | 6–3, 6–4           |
| Поразка   | 11.  | 1978 | Торонто, Канада              | Ґрунт     | Гайнц Ґюнтгардт     | Войцех Фібак Том Оккер               | 3–6, 6–7           |
| Перемога  | 4.   | 1979 | Йоганесбурґ, ПАР             | Тверде    | Гайнц Гюнтхардт     | Реймонд Мур Іліє Настасе             | 6–3, 7–6           |
| Перемога  | 5.   | 1979 | Stuttgart Outdoor, Німеччина | Ґрунт     | Фрю Макміллан       | Войцех Фібак Павел Сложил            | 6–4, 6–2, 2–6, 6–4 |
| Поразка   | 12.  | 1980 | Йоганесбурґ, ПАР             | Тверде    | Гайнц Гюнтхардт     | Боб Г'юїтт Фрю Макміллан             | 4–6, 3–6           |
| Перемога  | 6.   | 1980 | Гштад, Швейцарія             | Ґрунт     | Ісмаїл Ель-Шафей    | Марк Едмондсон Кім Ворвік            | 6–4, 6–4           |
| Перемога  | 7.   | 1980 | Stuttgart Outdoor, Німеччина | Ґрунт     | Фрю Макміллан       | Кріс Льюїс Джон Юїлл                 | 6–3, 6–4           |
| Поразка   | 13.  | 1983 | Гштад, Швейцарія             | Ґрунт     | Войцех Фібак        | Павел Сложил Томаш Шмід              | 7–6, 4–6, 2–6      |
| Поразка   | 14.  | 1983 | Кіцбюель, Австрія            | Ґрунт     | Золтан Кухарський   | Войцех Фібак Павел Сложил            | 5–7, 2–6           |
| Перемога  | 8.   | 1983 | Тель-Авів, Ізраїль           | Тверде    | Золтан Кухарський   | Петер Ельтер Петер Фейгль            | 6–4, 7–5           |
| Поразка   | 15.  | 1984 | Кіцбюель, Австрія            | Ґрунт     | Войцех Фібак        | Анрі Леконт Паскаль Порт             | 6–2, 6–7, 6–7      |
| Поразка   | 16.  | 1984 | Тель-Авів, Ізраїль           | Тверде    | Якоб Гласек         | Пітер Дуен Браян Левін               | 3–6, 4–6           |
| Перемога  | 9.   | 1985 | Палермо, Італія              | Ґрунт     | Йоакім Нюстром      | Серхіо Касаль Еміліо Санчес Вікаріо  | 6–4, 6–7, 7–6      |
| Перемога  | 10.  | 1985 | Йоганесбурґ, ПАР             | Тверде    | Хрісто ван Ренсбург | Амос Мансдорф Шахар Перкісс          | 3–6, 7–6, 6–4      |
| Перемога  | 11.  | 1986 | Мілан, Італія                | Килим (i) | Крісто Стейн        | Браян Левін Лорі Вордер              | 6–3, 4–6, 6–1      |
| Поразка   | 17.  | 1986 | Ніцца, Франція               | Ґрунт     | Гері Доннеллі       | Якоб Гласек Павел Сложил             | 3–6, 6–4, 9–11     |